# Cerianthula rayneri
Cerianthula rayneri är en korallart som beskrevs av Eugène Leloup 1964. Cerianthula rayneri ingår i släktet Cerianthula och familjen Botrucnidiferidae. Inga underarter finns listade i Catalogue of Life.